# Rhynchostegium angustifolium
Rhynchostegium angustifolium är en bladmossart som beskrevs av Ferdinand François Gabriel Renauld och Jules Cardot 1897. Rhynchostegium angustifolium ingår i släktet näbbmossor, och familjen Brachytheciaceae. Inga underarter finns listade i Catalogue of Life.